# 34D/Gale
34D/Gale är en periodisk komet i solsystemet som upptäcktes av Walter Frederick Gale i Sydney i Australien den 7 juni 1927.
Den andra detektionsmöjligheten beräknades till år 1938, men Gale kunde inte hitta den, emellertid omräknades den av Leland Cunningham som senare återupptäckte den den 1 maj 1938.
Vid 1949 års detektionsmöjlighet återupptäcktes aldrig kometen och på grund av ogynnsamma förhållanden ända sedan dess har kometen aldrig återupptäckts och den förblir en förlorad komet.